# Hiéroglyphe égyptien F8
Le protomé de bélier, en hiéroglyphes égyptiens, est classifié dans la section F « Parties de mammifères » de la liste de Gardiner ; il y est noté F8.

## Représentation
Il représente la partie antérieur (protomé) d'un bélier (Ovis longipes palaeoaegypticus) couché. Il est translittéré šf.yt.

## Utilisation
| F7 |

| F7 |

| S · f | t · F7 |

| S · f | t · F7 |

d'où son utilisation en tant que déterminatif ou abréviation de ses homophones.

## Exemples de mots
| S · f | S · f | i | i | t · y | F8 |

| S · f | S · f | i | i | t · y | F8 |

| F8 | Z3 |

| F8 | Z3 |

| S · f | S · f | t | F8 | Y1 · Z2 |

| S · f | S · f | t | F8 | Y1 · Z2 |